# 낸시 발렌
낸시 밸런(Nancy Valen, 1965년 12월 16일 ~ )은 미국의 배우, 모델이다.
브루클린에서 태어났다.

## 출연 작품
- The Wager (2007) - 타니아 스틸 역
- 리틀 데블 (1993년)
- 시티 레인져 (1993년)
- 환속의 욕망 (1992년)
- 할리우드의 출세기 (1989년)
- 랜디의 사생활 (1989년)
- 모의 법정 (1989년)
- 포키스 3 (1985년)
- 스미스의 환생 (1985년)

### 텔레비전
- SOS 해상 구조대 (1989년)
- 마이애미의 두 형사 (1984년)